# VCM-01
VCM-01 ("VCM" là viết tắt của "Vietnamese Cruise Missile", n.đ. '"Tên lửa hành trình Việt Nam"') là một dòng các phiên bản tên lửa hành trình cận âm của Việt Nam đang được phát triển bởi Viện Hàng không Vũ trụ Viettel (VTX). Hiện chưa có nhiều thông tin được công khai bởi Viettel hay Bộ Quốc phòng Việt Nam, tuy nhiên, theo nhiều hình ảnh và thông tin được chia sẻ trên các phương tiện truyền thông, VCM-01 được có sự tương đồng về ngoại hình so với tên lửa Kh-35 của Nga vốn là một trong những dòng tên lửa chống hạm chủ lực đang được Hải quân Nhân dân Việt Nam biên chế và sử dụng.

## Những hình ảnh đâu tiên
Năm 2019, những hình ảnh đầu tiên của VCM-01 đã được công khai. Mô hình được công bố trong một phóng sự của kênh QPVN cho thấy VCM-01 có hình dáng tương tự Kh-35, và thông tin in trên thân của mô hình cho thấy nhà máy Z189 có tham gia vào quá trình phát triển và sản xuất của tên lửa này. Trên thực tế, Z189 đã tham gia sản xuất bệ phóng KT-184 cho tên lửa Kh-35 của Hải quân Nhân dân Việt Nam, vì vậy nhiều khả năng Z189 cũng sẽ sản xuất bệ phóng và gia công phần vỏ cho VCM-01. Trong phóng sự của QPVN vào ngày 10/11/2022, phương tiện mang phóng được tiết lộ là xe phóng mang 4 tên lửa. Hiện có 2 phiên bản xuất hiện trên truyền thông là bản xe mang ống phóng tròn và xe mang ống phóng vuông.
Vào cuối năm 2021, VCM-01 một lần nữa xuất hiện trong một chương trình truyền hình khác, gián tiếp khẳng định rằng tên lửa được sản xuất tại Công ty M3 (hiện đã được sáp nhập vào Tổng Công ty Sản xuất Thiết bị Viettel).
Phiên bản của VCS-01 Trường Sơn kèm xe phóng và hệ thống hoàn chỉnh được thấy trên mạng xã hội về một đoàn xe quân sự phục vụ cho Hội nghị Quân chính toàn quân năm 2024, và toàn bộ hệ thống được trưng bày công khia lần đầu vào Triển lãm Quốc phòng quốc tế Việt Nam 2024.

## Động cơ
Năm 2020, Việt Nam và Hàn Quốc tiến hành đàm phán để chuyển giao động cơ phản lực SSE-750K của Hàn Quốc cho Việt Nam để phục vụ dự án cho dự án VCM-01. Đây là dòng động cơ được sử dụng trong tên lửa chống hạm SSM-700K Hải Tinh của Hàn Quốc, cũng như biến thể đánh đất của nó là SSM-750K Haeryong (Hải Long). Hiện vẫn chưa thể xác nhận Việt Nam có thực sự chọn loại động cơ này cho dự án VCM-01 của mình hay sẽ lựa chọn các dòng động cơ tương tự khác như Moto Sich MS400 của tên lửa chống hạm Neptune do Ukraine phát triển. Tuy nhiên, Việt Nam được cho là sẽ lựa chọn động cơ do Hàn Quốc sản xuất cho dự án, vì các đối tác phía Hàn được cho là "luôn sẵn sàng chuyển giao công nghệ động cơ cho Việt Nam và cho phép Việt Nam tự chế tạo và sản xuất loạt động cơ trong nước", khiến cho thương vụ này trở nên rất hấp dẫn và hợp lý hơn trong mắt phía Việt Nam.
Thông tin gần đây cho thấy các cuộc đàm phán với Hàn Quốc về việc chuyển giao công nghệ động cơ turbojet SSE-750K có thể đã thất bại. Việc sản xuất động cơ turbojet VJE-01 được thực hiện trong nước bởi Viện Hàng không Vũ trụ Viettel và không phải là kết quả của sản xuất theo giấy phép hoặc chuyển giao công nghệ (TOT).

## Lịch sử hoạt động

### Bắn thử nghiệm
Theo các văn bản của cơ quan chức năng Việt Nam về việc phong tỏa các vùng biển nhằm đảm bảo an toàn cho hoạt động thử nghiệm bắn đạn thật, đã có ít nhất hai cuộc thử nghiệm bắn đạn thật cho tên lửa VCM-01 được báo cáo trong năm 2018: một lần ở huyện Quỳnh Lưu, tỉnh Nghệ An còn một lần khác là ở huyện Tiền Hải, tỉnh Thái Bình. Không có thêm bất kỳ thông tin nào được các nhà chức trách cũng như Viettel công bố và báo cáo, bao gồm cả kết quả của các cuộc thử nghiệm và sự tồn tại của bất kỳ cuộc tập trận bắn đạn thật nào khác ngoài những trường hợp nêu trên.

### Biên chế
Theo Báo Hải Phòng, Lữ đoàn Tên lửa bờ 679 thuộc Vùng 1, Quân chủng Hải quân, Quân đội nhân dân Việt Nam đã vinh dự được nhận tổ hợp tên lửa bờ VCM-B sử dụng tên lửa VCM-01 từ tháng 4 năm 2024, đánh dấu đơn vị đầu tiên trong toàn quân biên chế VCM-01.
Theo Báo Hải Quân, ngày 3 tháng 3 năm 2025, các đơn vị thuộc quân chủng hải quân tham gia lễ ra quân huấn luyện, tổ hợp VCM đã xuất hiện trong lễ ra quân của Lữ đoàn tên lửa bờ 679  thuộc Vùng 1, Quân chủng Hải Quân, Quân đội nhân dân Việt Nam  và Lữ đoàn tên lửa bờ 680  thuộc Vùng 3, Quân chủng Hải Quân, Quân đội nhân dân Việt Nam.

## Nhầm lẫn với dự án "KCT-15"
Nhiều nguồn tin của Việt Nam và quốc tế cho rằng "KCT-15" là một dự án của Việt Nam nhằm sao chép hoặc tự sản xuất nội địa có giấy phép các tên lửa chống hạm Kh-35E/UE như một nỗ lực nhằm nâng cao khả năng tự chủ trong việc cung cấp và làm chủ công nghệ của vũ khí - trang bị cho Hải quân nhân dân Việt Nam nói riêng và toàn thể Quân đội nhân dân Việt Nam nói chung. Một nguồn tin khác trên các phương tiện truyền thông cho rằng KCT-15 là định danh cũ của các dự án phát triển tên lửa chống hạm của Việt Nam trước khi nó được chuyển giao cho VTX tiếp quản và đổi tên thành VCM-01. Tuy nhiên, "KCT-15" chưa bao giờ là tên gọi cho bất kỳ dự án phát triển tên lửa nào do Việt Nam hoặc Viettel thực hiện, và trên thực tế, "KCT-15" được biết đến là một đề án nhằm nghiên cứu đảm bảo kỹ thuật cho tên lửa Kh-35. Sự nhầm lẫn được cho là đã xuất hiện khi truyền thông chụp được tấm ảnh của một mô hình tên lửa "nhìn giống Kh-35" và được dán nhãn là KCT-15. Tuy nhiên, nó chỉ là một mô hình nhằm phục vụ quá trình đào tạo và bảo dưỡng cho tên lửa Kh-35 và hoàn toàn không liên quan đến dự án phát triển tên lửa hành trình nào của Viettel.

## Phiên bản

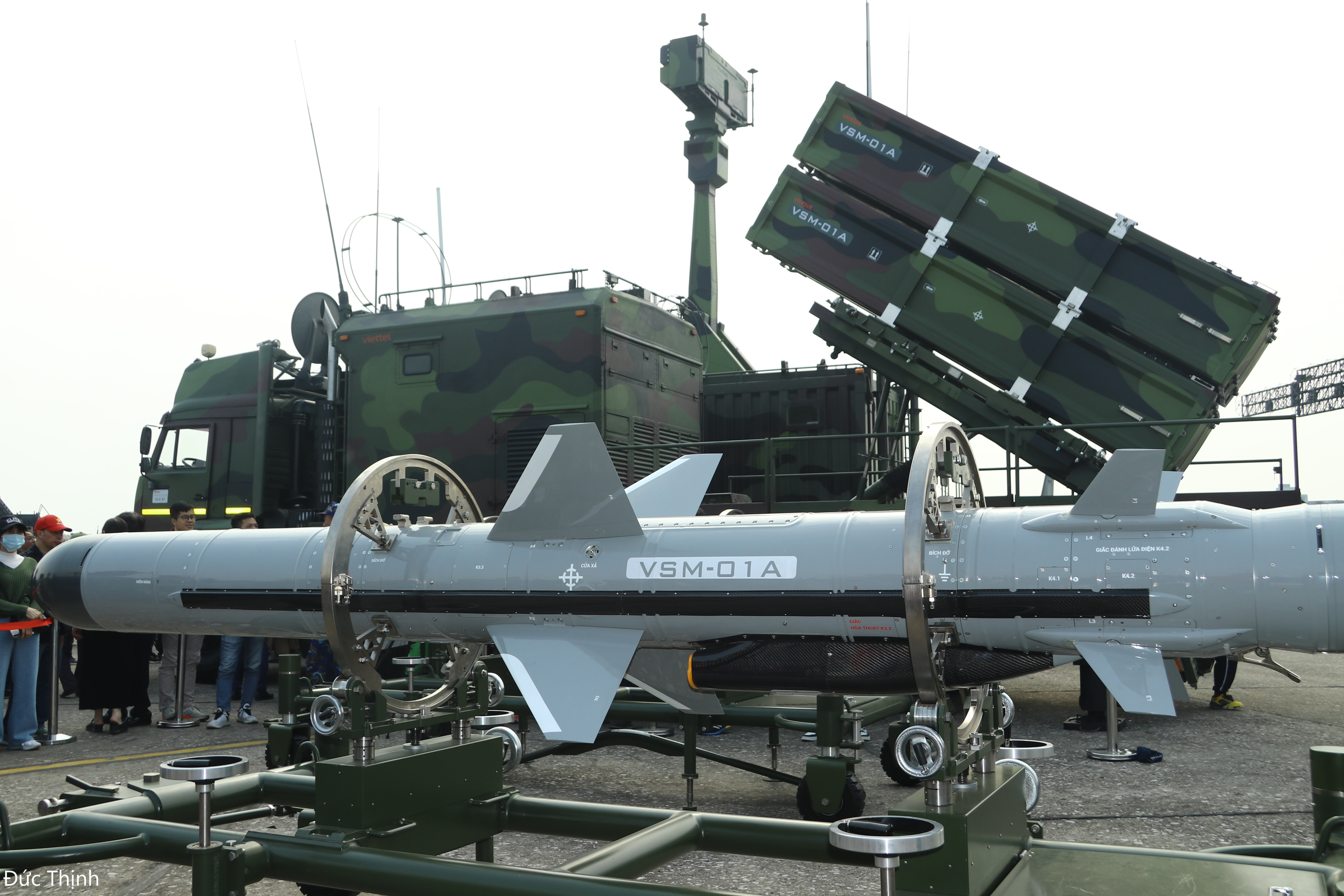
Biến thể VSM-01A (VCM-01M) 'Sông Hồng' thuộc tổ hợp tên lửa bờ VCS-01 (VCM-B) 'Trường Sơn' tại Triển lãm Quốc phòng quốc tế Việt Nam 2024

VSM-01 (Sông Hồng) - Tên lửa chống hạm tầm ngắn với tầm bắn 80 km, vận tốc cận âm, được trang bị đầu dò VASK-03 với đường kính 272 mm, hoạt động trên băng tần Ku. Tên lửa có khả năng phát hiện mục tiêu ở khoảng cách tối đa 20 km đối với tàu khu trục và có khả năng chống nhiễu cao.

## Các đơn vị sử dụng
Lục quân nhân dân Việt Nam
- Quân chủng Hải quân
  - Lữ đoàn 679 (Vùng 1 Hải quân)
  - Lữ đoàn 680 (Vùng 3 Hải Quân)[7]